# Aeroporto Metropolitano de Detroit Wayne County
O Aeroporto Metropolitano de Detroit Wayne County (em inglês:  Detroit Metropolitan Wayne County Airport)  é um aeroporto internacional em Romulus, em Michigan, e que serve principalmente à cidade de Detroit. Ele fica a 33 km do centro de Detroit.
Em 2006 transportou cerca de 36,4 milhões de passageiros, fazendo dele o 19º aeroporto mais movimentado do mundo e o mais movimentado do estado.
O Aeroporto de Detroit é um dos mais modernos do país, com seis pistas, três terminais, 158 portas de embarque e um hotel,o Westin Hotel. Também tem um centro de manutenção capaz de servir e reparar aviões tão grandes como o Boeing 747
O Aeroporto é o principal hub das companhias aéreas norte-americanas Delta Air Lines e Spirit Airlines.
O Aeroporto também é conhecido pelos seguintes nomes:
- Aeroporto Metropolitano de Detroit
- Metro Aeroporto de Detroit
- Metro Aeroporto
- Aeroporto Internacional de Detroit
- Aeroporto Metropolitano Internacional de Detroit